# Grauwe haaien
De grauwe haaien (Hexanchiformes) vormen een orde van haaien. Tot deze orde behoren zeskieuws- en zevenkieuwshaaien en franje- en kamtandhaaien. Het zijn de meest primitieve haaiensoorten.

## Eigenschappen
De kenmerkende eigenschappen van grauwe haaien zijn:
- een aarsvin
- zes of zeven kieuwspleten
- één rugvin

## Families
Tot de orde van grauwe haaien behoren twee of drie families:
- Familie Chlamydoselachidae - Franjehaaien - Garman, 1884
- Familie Hexanchidae - Koehaaien - Gray, 1851
- ITIS[1] noemt een derde familie Notorynchidae - Compagno, 1999. De soorten die hieronder vallen zijn binnen Fishbase[2] opgenomen in de eerste 2 families.

Bakerhaaien (Orectolobiformes) · Doornhaaiachtigen (Squaliformes) · Echinorhiniformes · Grauwe haaien (Hexanchiformes) · Makreelhaaien (Lamniformes) · Grondhaaien (Carcharhiniformes) · Zee-engelen (Squatiniformes) · Varkenshaaien (Heterodontiformes) · Zaaghaaien (Pristiophoriformes)